# Municipio de Chambersburg (Carolina del Norte)
El municipio de Chambersburg (en inglés: Chambersburg Township) es un municipio ubicado en el  condado de Iredell en el estado estadounidense de Carolina del Norte. En el año 2010 tenía una población de 11.344 habitantes.

## Geografía
El municipio de Chambersburg se encuentra ubicado en las coordenadas 35°46′9.5″N 80°48′36.26″O / 35.769306, -80.8100722.